# Arquitectura de Legnica

## Característica de construcción de los barrios particulares

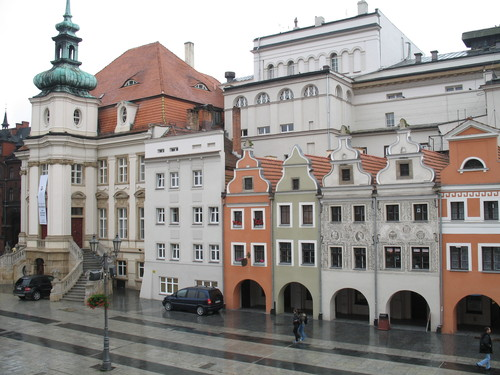
Casas-Arenques ¨Śledziówki¨ en la Plaza del Mercado de Legnica

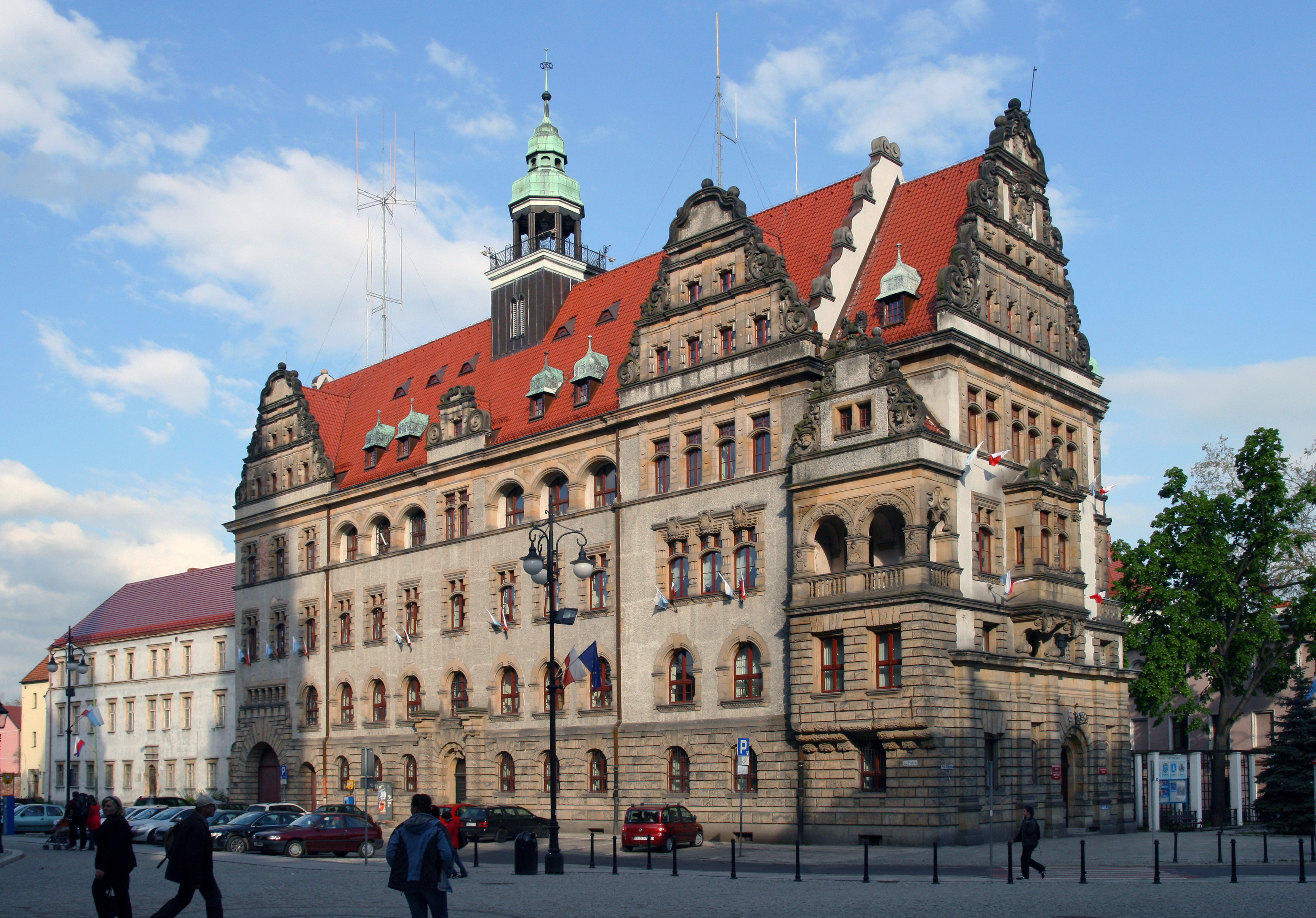
Nuevo Ayuntamiento

El territorio del centro de la ciudad, quemado a lo largo de los siglos, en los años 60 y 70 del siglo XX fue edificado parcialmente de Plattenbauten por lo que hoy en día su estilo arquitectónico no es uniforme. En esta área se encuentran tanto los edificios de la época medieval (Castillo de los Piastas, Catedral, Iglesia de Santa María, antiguas torres fortificadas de las murallas de la ciudad), renacentista (fragmentos del Castillo, Casas-Arenques llamados ¨ Śledziówki¨, Casa bajo Przepiórczy Kosz , Casa de Vecindad de Scultetus), barroca (Academia de Caballeros, Iglesia de San Juan, la antigua Iglesia de San Mauricio, Curia de los abades de Lubiąż, Ayuntamiento Antiguo) como los ejemplos de la arquitectura neoclásica (edificio del antiguo ¨Empik¨ en la Plaza del Mercado), neobarroca (edificios del I Instituto, banco de pl. Klasztorny), y finalmente, los edificios modernos y los construidos hasta principios del siglo XX como las casas de vecindad.   
Los más uniformes son los barrios adheridos al centro medieval: en el barrio sur de Tarninów predomina la edificación ecléctica con elementos del modernismo y secesión. En cambio, en la parte sur del barrio hay más casas de vecindad.  
El barrio occidental de Fabryczna está compuesto de las fábricas y casas de trabajadores del siglo XIX, así como el barrio oriental de Kartuzy, y parcialmente, al norte y sureste hay casas de vecindad. El distrito de Ochota (al sureste del Parque Municipal al barrio Tarninów) también fue edificado de las casas de vecindad de principios del siglo XX.  
Las urbanizaciones de casas unifamiliares, barrio Piekary Wielkie, con elementos de casas adosadas: (oeste) Stare Piekary (noreste) y en la región del barrio Przedmieście Głogowskie (norte) y la parte del barrio de Sienkiewicz (sur), Przybków (sur), barrio Nowe (sur), y una parte del barrio Białe Sady (sureste) de los años 20 del siglo XX constituyen las realizaciones típicas del concepto de la ciudad jardín. Las casas unifamiliares construidas en los tiempos modernos (s. XIX) representan: barrio Americano (oeste), barrio de Sienkiewicz (sur), barrio en Avenidas (sureste) mientras las casas construidas en la segunda mitad del siglo XIX representan: Białe Sady (suroeste), la parte norte del barrio Bielany y la parte norte del barrio de Sienkiewicz, éstos constituyen un remanente de la idea de construir las propiedades baratas – casas unifamiliares.    

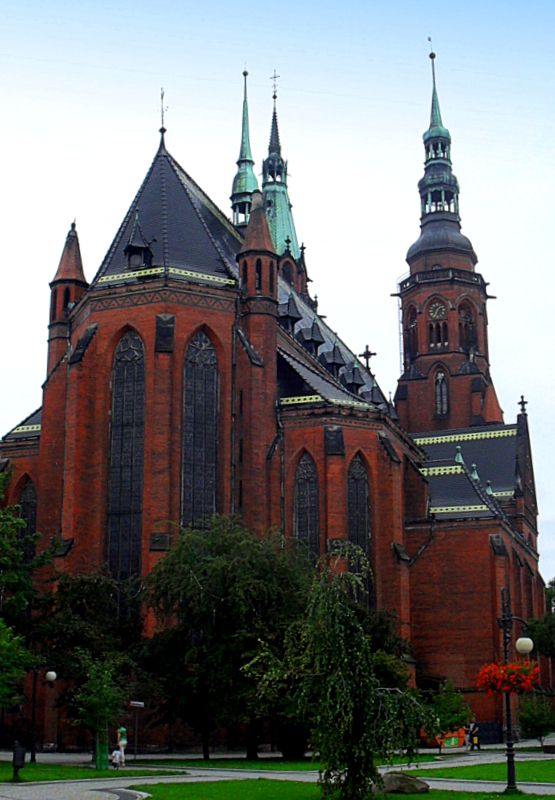
Catedral de los Santos Apóstolos de Pedro y Pablo

Los edificios multifamiliares de la región de las calles: c/Działkowa, c/Chojnowska y c/Marynarskiej, c/Asnyka y c/Złotoryjska (barrio de Asnyk), c/Gliwicka (Czarny Dwór) y av. de Rzeczypospolita (Bielany) representan un ejemplo del estilo modernista. La construcción de Plattenbau en la tecnología de Fadom representa a los barrios orientales de fines de los 70, principios de los 80 del siglo XX - barrio de Kopernik a finales de los años 80 y principios de los 90 del siglo XX - barrio Piekary y la parte occidental - parte del barrio de Asnyk y Zasinek o los alrededores de las calles Drzymały y Piątnicka. Las edificaciones alrededor de las calles Myrka y Myśliwska, c/Słubicka c/Poznańska, c/Chocianowska o Lasek Złotoryjski, formaban parte del antiguo cuartel del ejército de la Wehrmacht y, posteriormente del Grupo Norte del Ejército Rojo, y luego fueron adaptadas a las viviendas modernas. Entre éstas, hay unos bloques de Plattenbaun, construidos por empresas polacas a cambio de los edificios anteriormente ocupados en el centro (parte oeste del barrio Zosinek, erigido en tecnología de ¨Plattenbau de Breslavia¨, edificios de las calles Bydgoska, Chojnowska y Marcinkowskiego o las calles Wybickiego y Kościuszki en Tarninów), así como edificios compuestos de los elementos traídos de la URSS (edificios tipo ¨Leningrad¨).    